# 373
| [ Edytuj tabelę ] |                                          |
| Władca Guptów     | - 330 Samudragupta 375                   |
| Władca Korei      | - 371 Sosurim 384                        |
| Papież            | - 366 Damazy I 384                       |
| Król Persji       | - 309 Szapur II 379                      |
| Cesarz Rzymu      | - 364 Walentynian I 375 - 364 Walens 378 |
| Król Wandalów     | - 359 Godigisel 406                      |

Rok 373 / CCCLXXIII
stulecia: III wiek ~
IV wiek ~
V wiek

lata: 363 «
368 «
369 «
370 «
371 «
372 «
373
» 374
» 375
» 376
» 377
» 378
» 383

## Zmarli
- 2 maja – Atanazy Wielki, grecki uczony Kościoła, biskup Aleksandrii, święty (ur. ok. 295)
- 9 czerwca – Efrem Syryjczyk, diakon, mnich, teolog, święty (ur. ok. 305)